# Josef Gočár
Josef Ludvík Gočár (13. března 1880, Semín – 10. září 1945, Jičín) byl český architekt. Jeho díla především z kubistického a funkcionalistického období patří k vrcholům české moderní architektury. Vysoce oceňován je také jeho podíl na urbanistických koncepcích některých měst, zejména Hradce Králové, Pardubic a Humpolce.

## Život
Narodil se v roce 1880 v Semíně do katolické rodiny pivovarského sládka Aloise Gočára a manželky Anny, rozené Hüttlové. V roce 1891 se rodina přestěhovala do Bohdanče. Od roku 1892 studoval na nižší reálce v Pardubicích; v letech 1902–1905 pak na Uměleckoprůmyslové škole v Praze, nejprve mimořádně v ateliéru Jana Kotěry a později jako řádný žák jeho speciální školy. V roce 1911 zakládá Skupinu výtvarných umělců.
V období 1916–1919 sloužil v armádě.
Byl ženatý s Marií Chladovou (* 1899), dcerou pardubického sládka a primátora. Manželé Gočárovi měli syna Jiřího, pozdějšího architekta.
V roce 1923 byl jmenován po Kotěrově smrti profesorem na Akademii výtvarných umění v Praze, v roce 1928 byl zvolen rektorem této školy, funkci zastával do roku 1931. Na škole působil jako pedagog až do svého penzionování v r. 1939. Pracoval jako architekt pro firmu Baťa ve Zlíně.
Roku 1925 získal za návrh čs. pavilónu pro mezinárodní výstavu v Paříži Velkou cenu, r. 1926 řád francouzské Čestné legie, v tom samém roce se stává členem České akademie věd a umění.
Josef Gočár zemřel v Jičíně, je pochován na vyšehradském Slavíně.

## Tvorba

### Rané období
Od roku 1905 začal s prvními projekty (sgrafitové domy v Hradci Králové). Po ukončení studia pracoval v Kotěrově ateliéru. V roce 1908 z něj vystoupil a osamostatnil se. Stal se také členem Sdružení architektů. Jako jeho první samostatné dílo je označována Červená vila Josefa Binka v Krucemburku (1908–1909). V letech 1909–1910 realizoval první větší projekty: schodiště u kostela P. Marie v Hradci Králové (stavba z armovaného betonu, spojnice náměstí s obvodní komunikací pod hradbami) a obchodní dům Wenke v Jaroměři. Z roku 1910 je rovněž železobetonová stavba vodojemu v Lázních Bohdaneč.
V letech 1909–1910 vznikla rovněž významná stavba v Pardubicích – areál Winternitzových automatických mlýnů v malebném místě na pravém břehu řeky Chrudimky. Tento areál je doposud zachován a tvoří zde významnou dominantu.

### Kubismus
V následujících letech vytvořil nejvýznamnější díla své kubistické epochy: Dům U Černé Matky Boží v Praze a Lázeňský dům-Gočárův pavilon v Lázních Bohdaneč.
Podílel se rovněž na tvorbě interiérů, vytvořil řadu bytových návrhů, nábytku (např. vnitřní zařízení pražské kavárny Hladovka).
Ve 20. letech začalo období tzv. rondokubismu a v této době vznikly další významné stavby. V letech 1921–1923 byla realizována stavba budovy Legiobanky v Praze Na Poříčí. Budova je pojatá jako těžká pětiosá palladiánská architektura s Gutfreundovým reliéfem přes celou šířku překladu a parapetu, který je podepřený na obou koncích i nad vstupem plastikami Jana Štursy.

Kubistické stavby Josefa Gočára
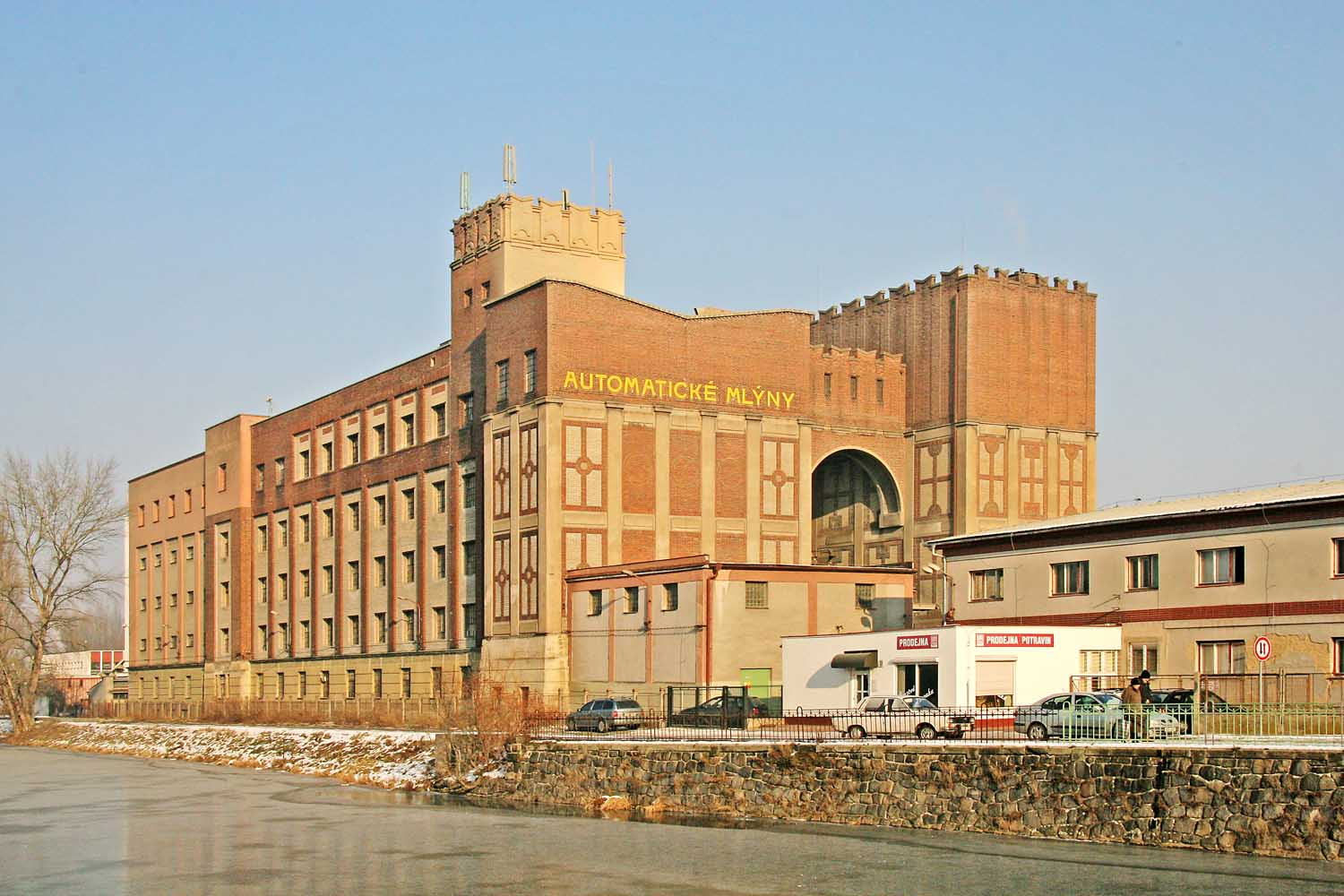
Budova Automatických mlýnů v Pardubicích, 1909–1925
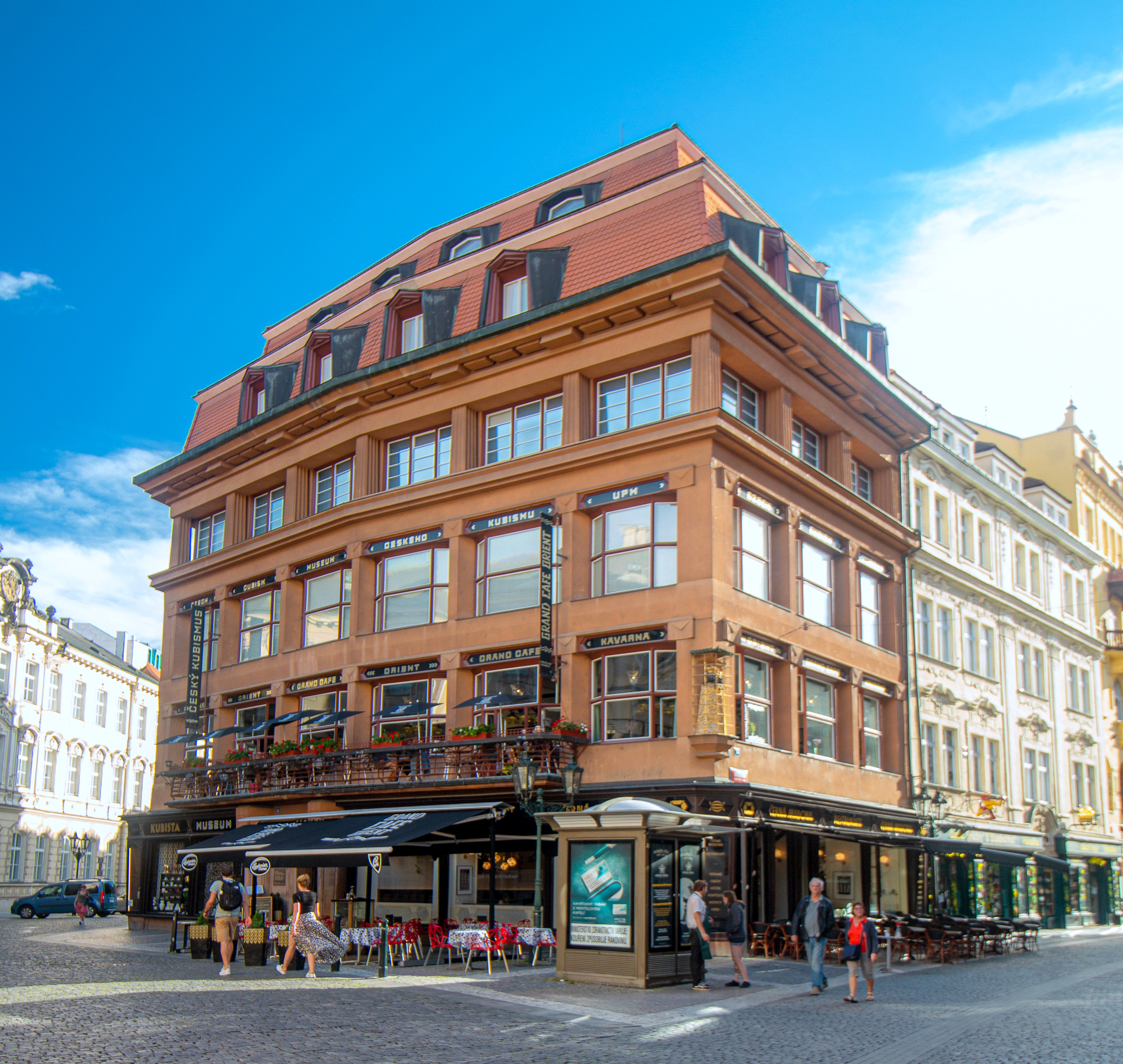
Dům U Černé Matky Boží v Praze, 1911–1912
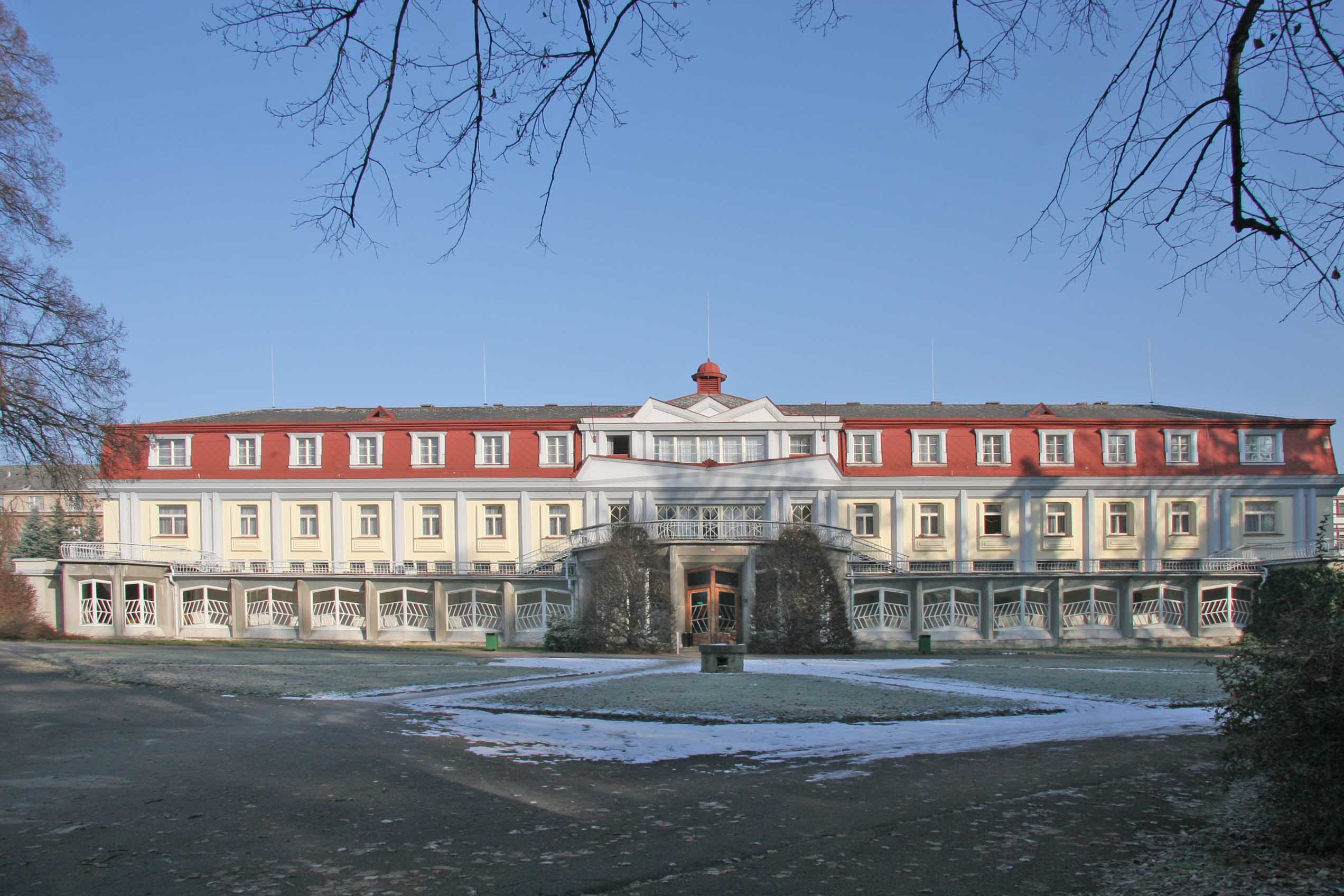
Lázeňský pavilon v Bohdanči, 1912–1913
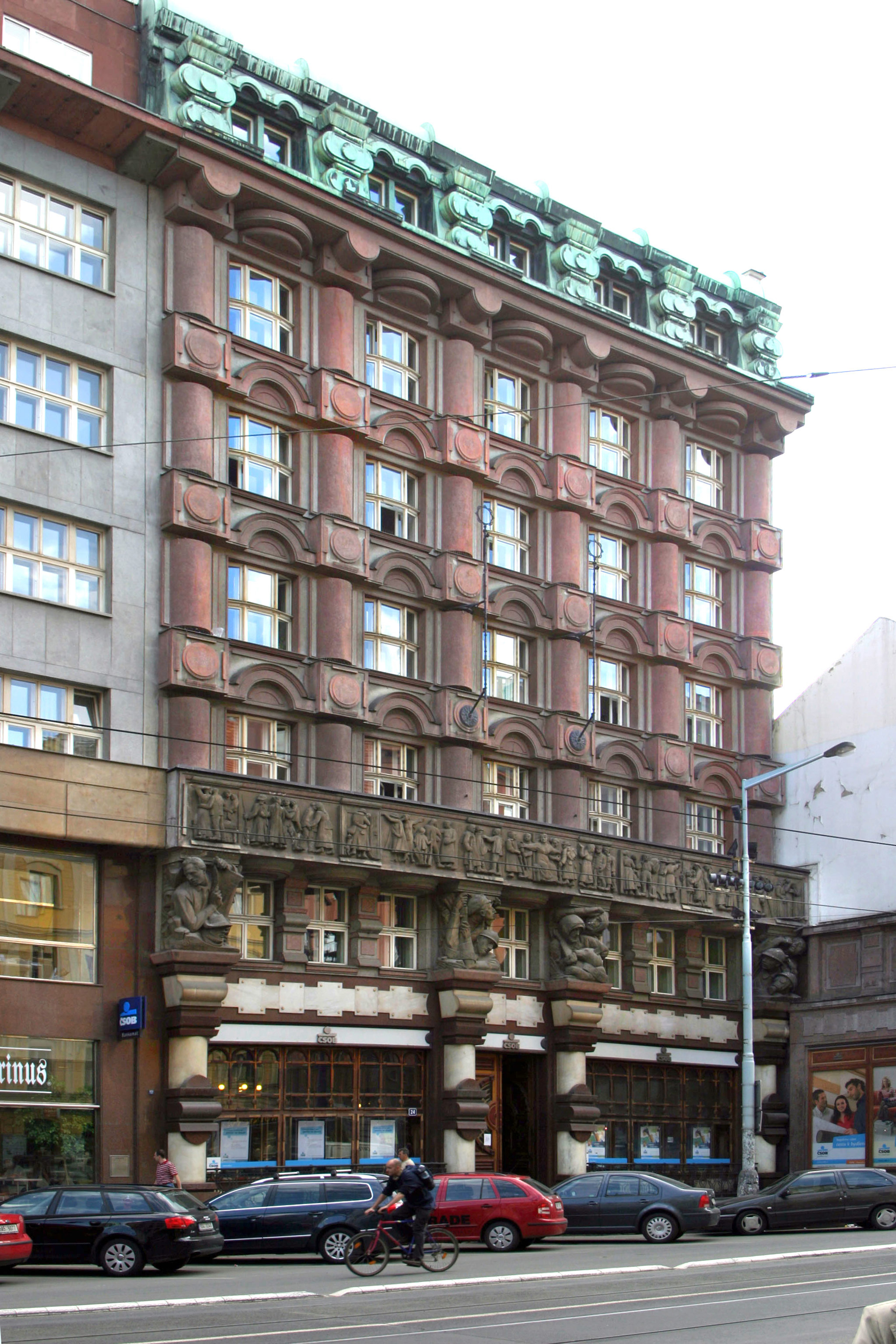
Legiobanka v rondokubistickém slohu, 1921–1923

### Urbanismus v Hradci Králové
Na počátku dvacátých let začal rovněž intenzivně pracovat v Hradci Králové. Gočár zde postupně zpracoval územní plán města, vytvořil regulační plán nábřeží, výstavbu v Labské kotlině, školní bloky (Gymnázium J. K. Tyla), střed města (dnešní Ulrichovo náměstí). Plány výstavby zahrnovaly rovněž systém vnějšího dopravního okruhu s radiálami směřujícími do centra města, mezi nimiž se střídají obytné čtvrti s plochami zeleně.

Stavby Josefa Gočára v Hradci Králové
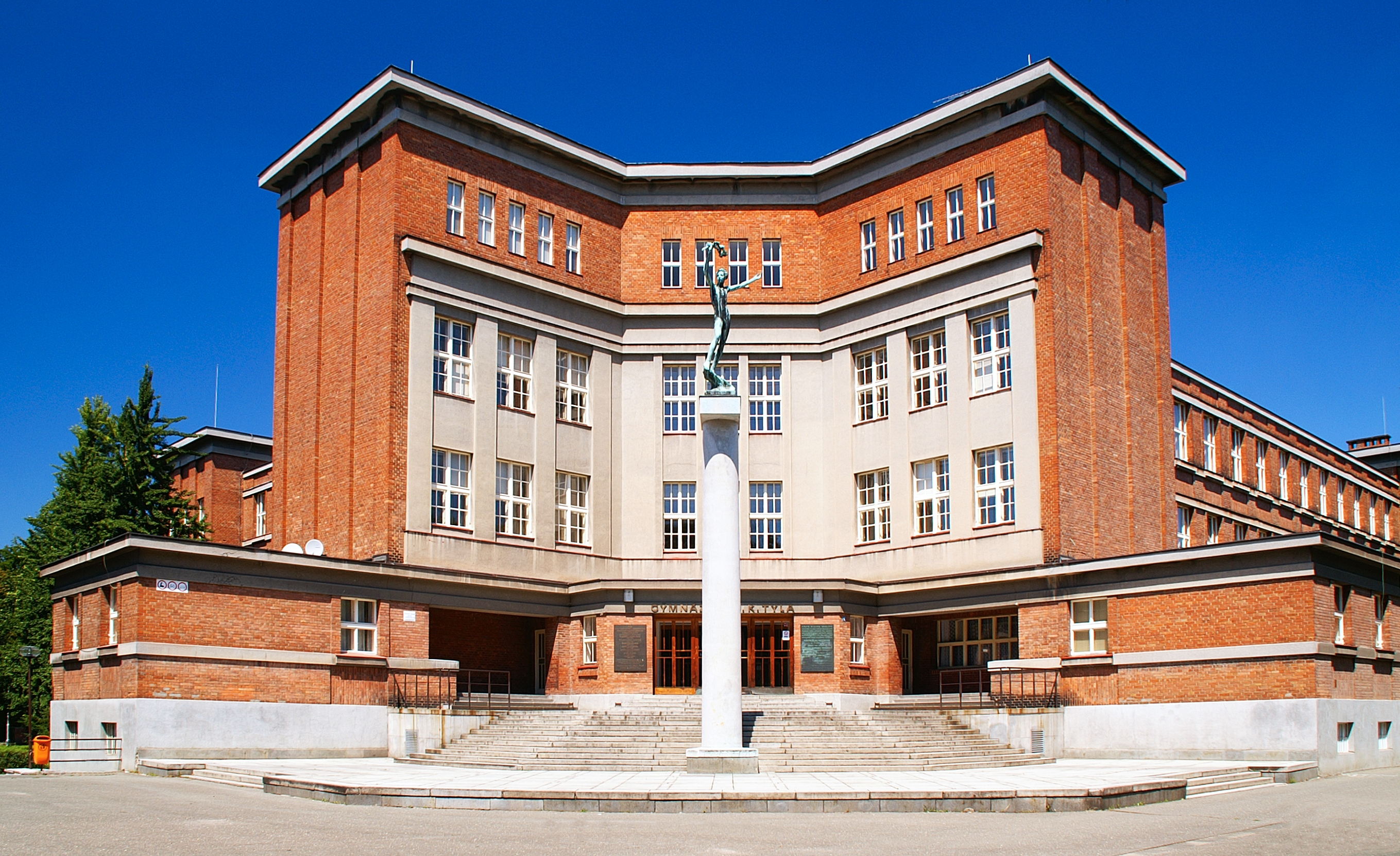
Budova Gymnázia J. K. Tyla v Hradci Králové (1925–1927)
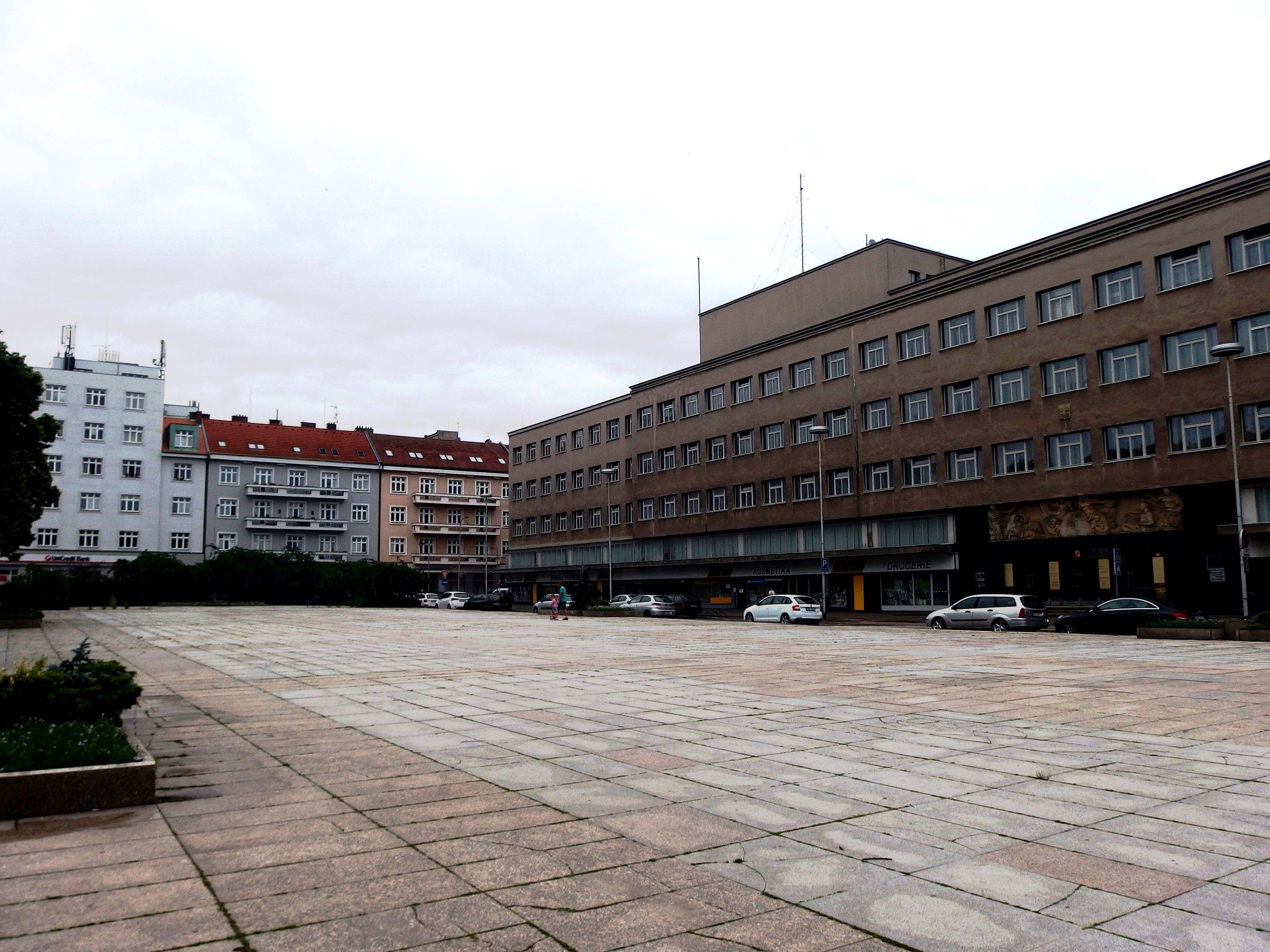
Ulrichovo náměstí s budovou ředitelství ČSD (1927–1932)

### Funkcionalismus
V letech 1927–1928 probíhaly práce na kostele sv. Václava v Praze-Vršovicích (náměstí Svatopluka Čecha), jedné z nejpozoruhodnějších funkcionalistických staveb.
Na konci dvacátých let začalo období konstruktivismu a Gočár pokračoval ve výstavbě v Hradci Králové. V letech 1927–1932 byla stavěna budova Ředitelství státních drah – železobetonová konstruktivistická budova s výplňovým zdivem.
Gočárova práce v Hradci Králové vrcholila v letech 1931–1936 návrhem a realizací budovy Okresního a finančního úřadu.
Do období funkcionalismu patří i největší Gočárova práce pro Pardubice – projekt Grandhotelu a Okresního domu, který byl realizován v letech 1927–1931. Multifunkční, čtyřpatrový funkcionalistický palác, zabírající velkou plochu západní strany dnešního náměstí Republiky, měl několik společenských sálů, kavárnu, bar, hotelové prostory, kanceláře a v suterénu kino. Část fasády byla tehdy moderním způsobem obložena modrošedými skleněnými destičkami – opaxity, kavárna byla umístěna do nárožního půlkruhového proskleného arkýře. Počátkem 90. let přestal tento komplex sloužit svým účelům, stavba několik let chátrala a poté byla přestavěna na obchodní centrum.

## Dílo
- Dům Anny Fultnerové, Hradec Králové (1903)[7]
- Činžovní dům F. J. Černého I, Hradec Králové (1904–1905)[8]
- Červená vila Josefa Binka, Krucemburk (1908–1909)
- Činžovní dům F. J. Černého II, Hradec Králové (1909)[9]
- Jaruškův dům, Brno (1909–1910)
- Schodiště u kostela Panny Marie (Gočárovo schodiště), Hradec Králové (1909–1910)[10]
- Vodojem v Lázních Bohdaneč (1910)[11]
- Wenkeův obchodní dům, Jaroměř (1909–1911)
- Winternitzovy mlýny, Pardubice (1909–1925)
- Dům U Černé Matky Boží, Celetná ul. čp. 569 Praha, (1911–1912)
- Tychonova 269/4 a Tychonova 268/6, dvojvila, Praha 6-Hradčany (1911–1913)
- Bauerova vila, Libodřice u Kolína (1912–1914)
- Lázeňský dům v Bohdanči (1912–1913)
- Masarykova kolonie, Bylanská 17-47, U Hráze 5-11 Praha-Strašnice, (1919–1920)[12]

- Gočárovy domky (1920) – původně tři objekty byly první odbavovací halou na letišti ve Kbelích, při úpravách letiště dva dochované přeneseny do Zoo Praha
- Budova Legiobanky (Palác Archa), Praha, Na Poříčí (1921–1939)
- Masarykovo náměstí, Hradec Králové (1922)[13]
- Anglobanka, Hradec Králové (1922–1923)[14]
- Koželužská škola, Hradec Králové (1923–1924)[15]
- Moderní přestavba (novostavba s ponecháním původního průčelí) (1923–1925) pravého křídla Sweerts-Sporckova paláce, Praha 1 – Nové Město, čp. 1034, 1036, Hybernská Hybernská 3–5
- Budova Gymnázia J. K. Tyla v Hradci Králové (1925–1927)[16]
- Obecné a měšťanské školy na Tylově nábřeží, Hradec Králové (1926–1928)[17]
- Ambrožův sbor církve československé husitské, Hradec Králové (1926–1929)[18]

- Mateřská škola na Tylově nábřeží, Hradci Králové (1926–1928)[19]
- Strnadův rodinný dům, čp. 608, Na Marně 5, Praha 6 – Bubeneč (1926–1927, dům nevhodně přestavěn 1958–1964)[20][21]
- Menšinová škola občanská a obecná, Ústí nad Labem (1926–1930)[22]
- Grandhotel a Okresní dům, Pardubice (1927–1931)[11]
- Ředitelství ČSD v Hradci Králové, Ulrichovo náměstí (1928–1932)[23]
- Palác pojišťovny Fénix, Hradec Králové (1928)[24]
- Průčelí paláce Fénix, Praha (1928)[11]
- Činžovní domy Josefa Hlavatého, Hradec Králové (1928)[25]
- Fiedlerova vila, Dvůr Králové nad Labem (1928)[11]
- Kostel sv. Václava, Praha-Vršovice (1928–1930)[11]
- Vila Anny a Františka Gastgebových, Lázně Bohdaneč čp. 280 (1930)[26]
- Užhorodská hlavní pošta (1928–1932)
- Několik domů v rámci Osady Baba v Praze 6 - Dejvicích (1931–36)
- Dům obuvi Baťa, Praha, Celetná ulice (1933–1935)[11]
- Medova vila (1933–1935), Humpolec[27]
- Bytový dům, Praha, Bubenská 421 (1933–1936)[11]
- Činžovní dům Jiřího a Jaromíra Čerychových, Hradec Králové (1934)[28]
- Okresní a finanční úřad, Hradec Králové (1935–36)[29]

### Sepulkrální architektura
- 1908–1909 hrobka JUDr. Josefa Kaizla, kovová plastika: Objetí lásky a smrti, Bohumil Kafka 1906–1907, Praha, Vyšehradský hřbitov, arkády, hrob číslo 14-38
- 1920 Náhrobek Růženky Pollertové (Reizl Pollertová, +1918), Praha, Nový židovský hřbitov na Olšanech, před náhrobkem pamětní deska Antonie a Josefa Pickových.
- asi 1922 úprava hrobky Josefa Mánesa, Quido Mánesa a Amalie Mánesové, medailon Josefa Mánesa z roku 1856 od Hanse Gassera, současná kopie od Tomáše Rafla z roku 2008.
- 1925–1926 hrobka rodiny Pilcovy, plastika Jakuba Obrovského, Olšanské hřbitovy, hrob VI - 6a - 28
- 1926 náhrobek Františka Drtiny, Olšanské hřbitovy, Praha, 1. obecní hřbitov, hrob V - 95, na náhrobku byla původně plastika Otakara Španiela, v roce 1975 nahrazena nápisovou deskou
- 1927 náhrobek JUDr. Františka Fiedlera, busta Otakar Španiel, Praha, Olšanské hřbitovy, hrob VI - 6a - 21[30]

## Výstavy
- 1909 – Výstava projektů z III. soutěže na přestavbu Staroměstské radnice v Praze, obecní škola u sv. Havla, Praha
- 1912 – Druhá výstava Skupiny výtvarných umělců, Obecní dům, autor architektonického řešení: Josef Gočár
- 1914 – Čtvrtá výstava Skupiny výtvarných umělců, Obecní dům

- 1921 – Členská výstava Společnosti architektů, Uměleckoprůmyslové museum v Praze
- 1930 – Sto let českého umění 1830–1930, Budova SVU Mánes
- 1932 – Výstavy bydlení – stavba osady Baba, Baba, Praha
- 1935 – Výstava architektury, bydlení a urbanismu, Uměleckoprůmyslové museum v Praze
- 1940 – Za novou architekturu, Uměleckoprůmyslové museum v Praze [31]

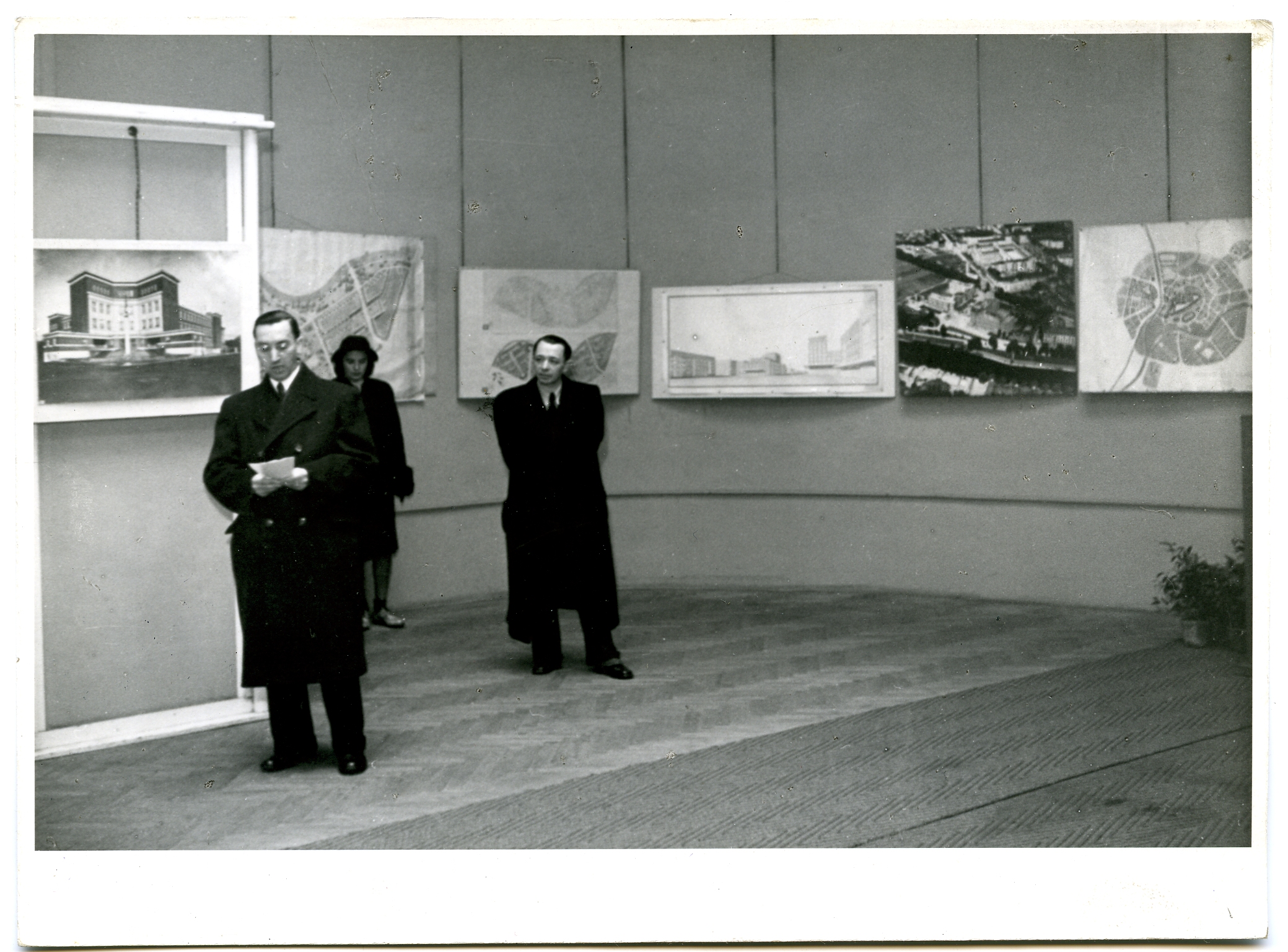
Výstava Josef Gočár, celoživotní dílo se konala v muzeu v Hradci Králové v roce 1947

### Výstavy o díle Josefa Gočára v Muzeu východních Čech
- 1947 (30. listopadu až 31. prosince) – Josef Gočár, celoživotní dílo, Muzeum východních Čech v Hradci Králové[32]

- 1990 (8. února až 6. května) – Josef Gočár, architekt Hradce Králové, Muzeum východních Čech v Hradci Králové[32]
- 2010 (18. května až 31. října) – Sny a vize (Neuskutečněné projekty Josefa Gočára pro Hradec Králové), Muzeum východních Čech v Hradci Králové[32]

### Výstava Přivedli svět domů. Binkovi a Josef Gočár
Ve dnech 26. dubna až 31. srpna 2022 probíhala ve Východočeském muzeu v Pardubicích (Zámek čp. 2) interaktivní výstava nazvaná Přivedli svět domů. Binkovi a Josef Gočár.
Architekt Josef Gočár a továrník (koželuh) Josef Binko z Krucemburku zde byli prezentováni nejen ve vztahu stavebník – stavitel. Výstava ukázala i jejich rodinné vztahy. Červenou vilu bylo možno vidět nejen na architektonických plánech, ale jako promyšlené umělecké dílo. Bratry Binkovy Gočár seznámil s mladými, tehdy začínajícími umělci jako byli například František Kysela, Vojtěch Sucharda, Marie Teinitzerová, Pavel Janák nebo Jan Štursa. Výstava tak po mnoha letech představila unikátní exponáty z rodinných archivů. Dobová atmosféra a život rodiny je zachycen na autorských fotografiích bratrů Binkových. Katalog

## Galerie

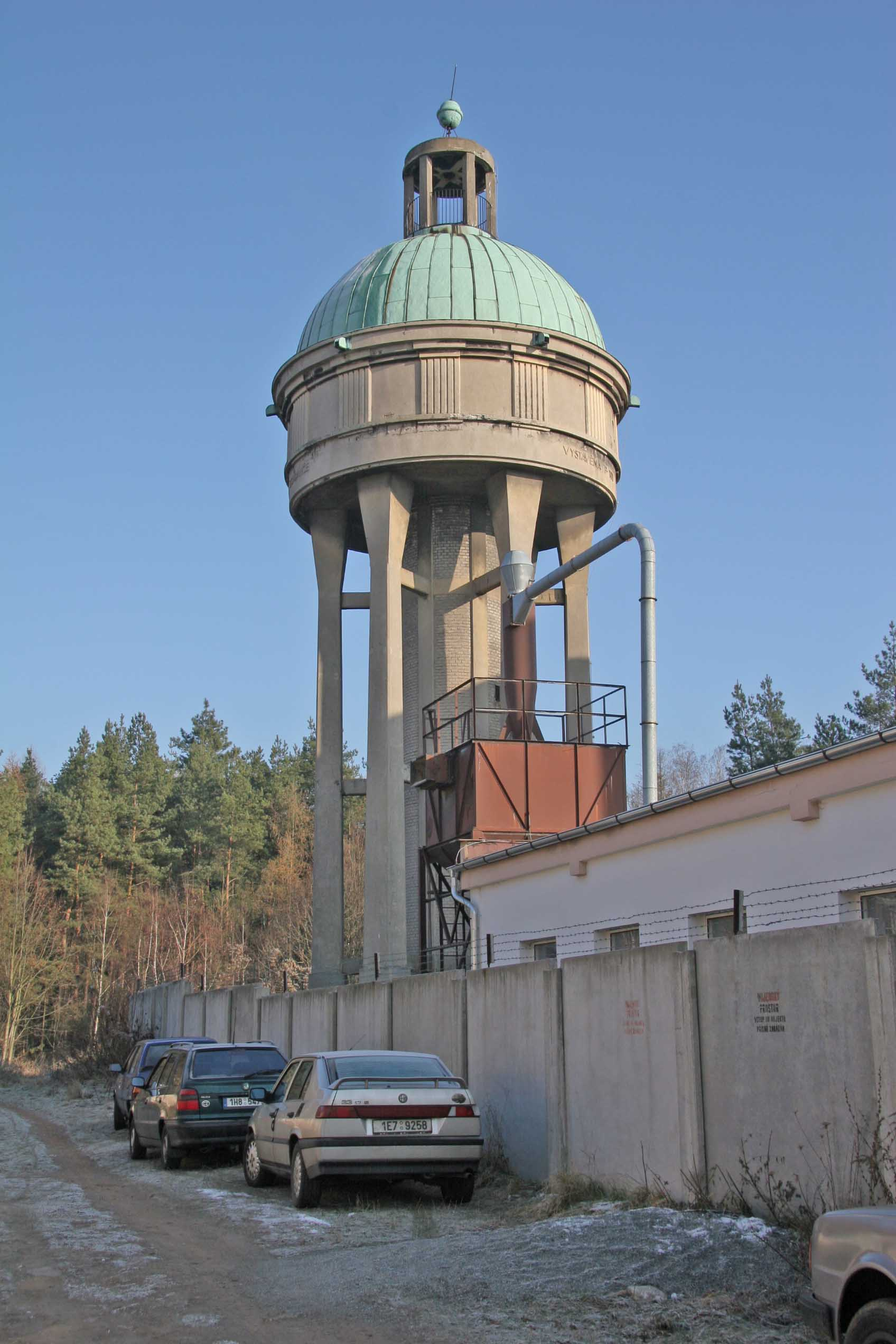
Vodojem v Bohdanči
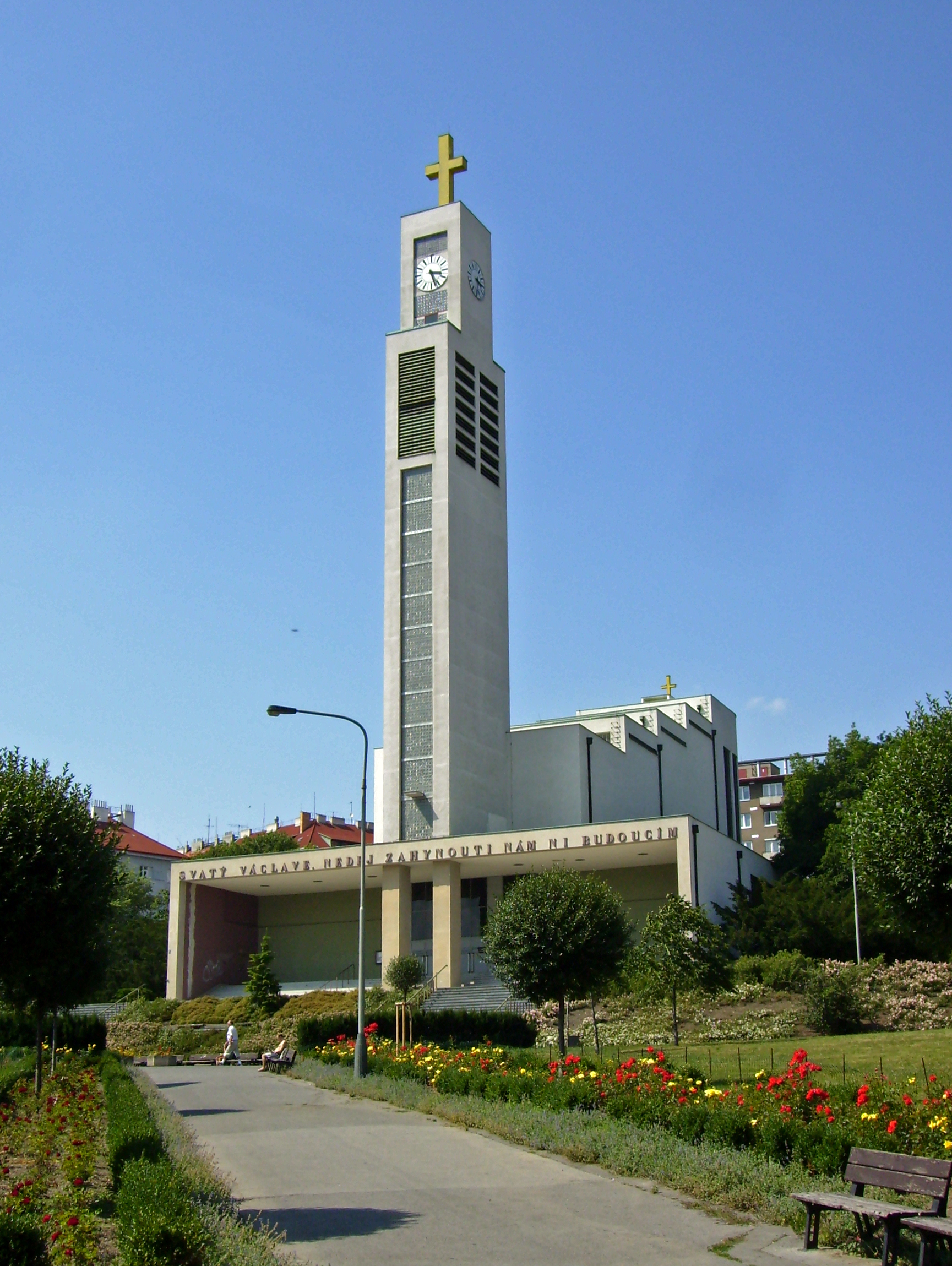
Kostel svatého Václava v Praze-Vršovicích
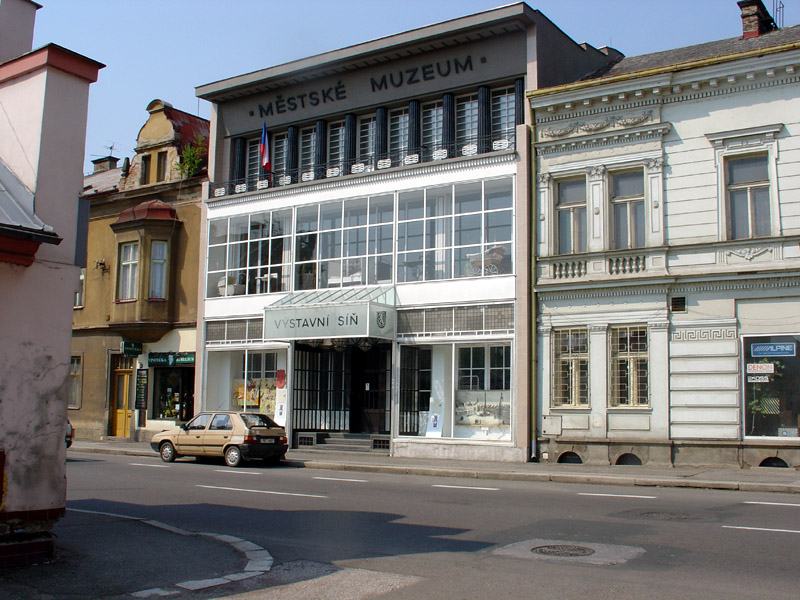
Wenkeův obchodní dům (nyní Městské muzeum) v Jaroměři
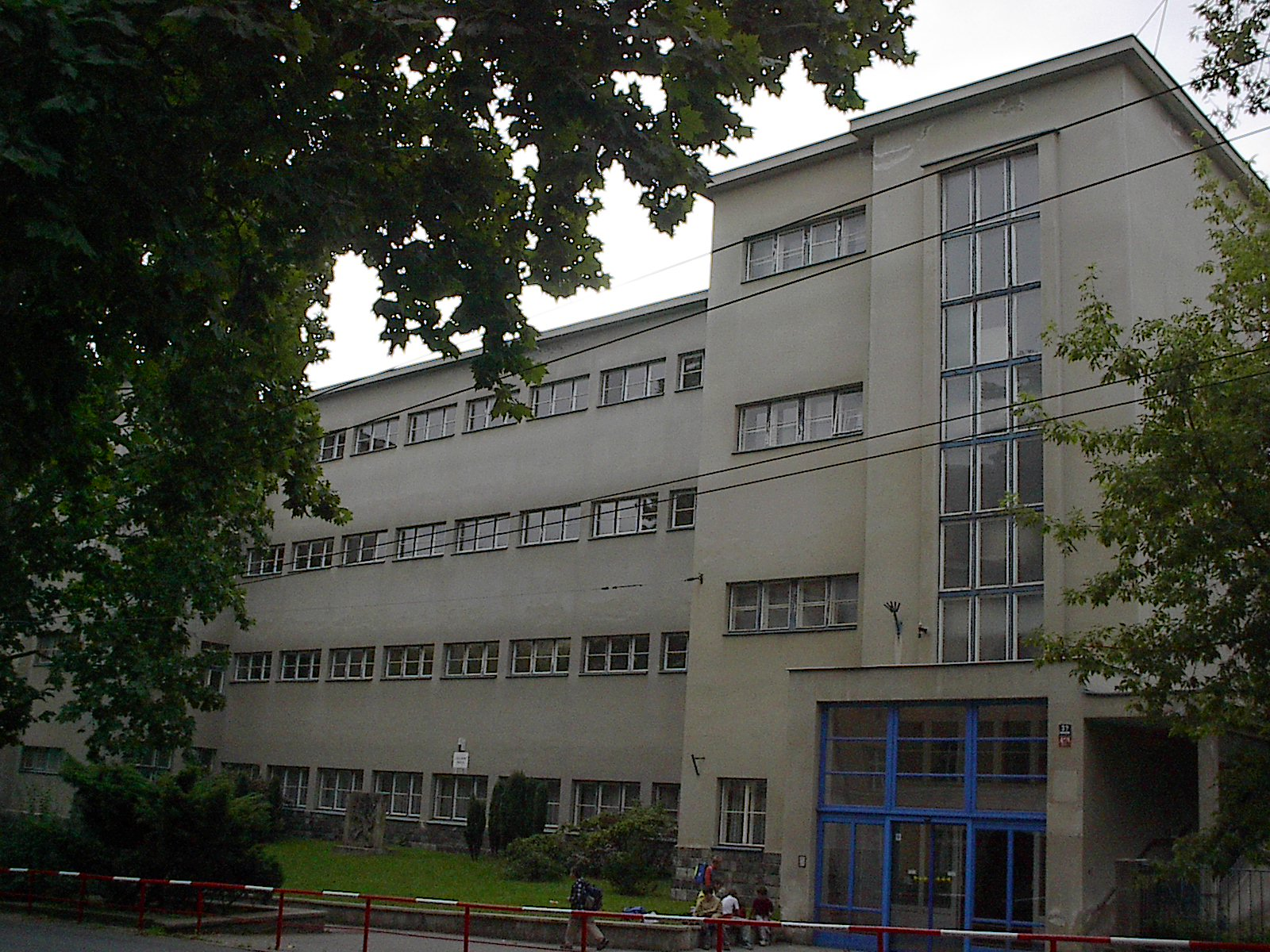
Menšinová škola občanská a obecná v Ústí nad Labem
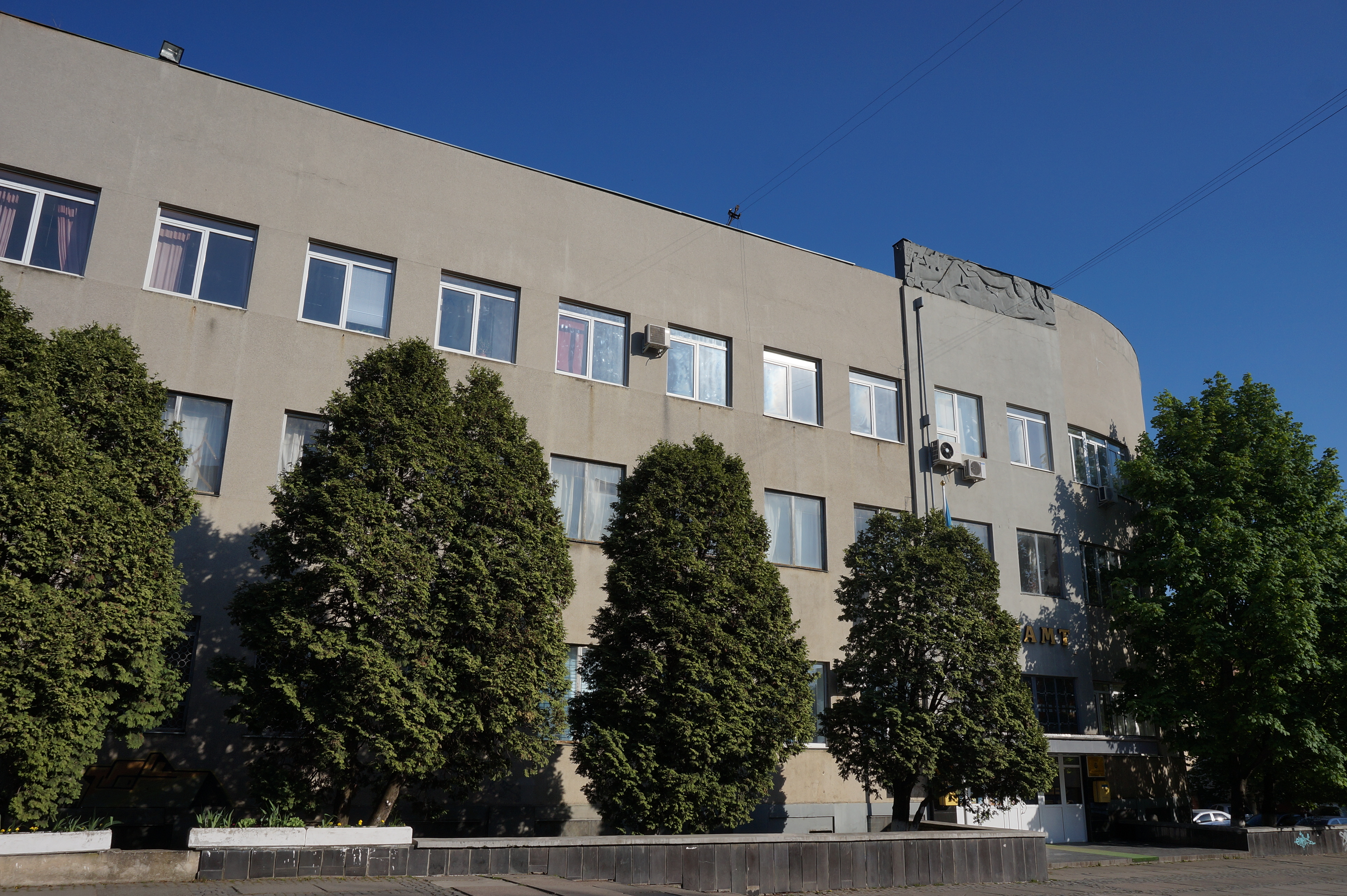
Hlavní pošta (Užhorod)
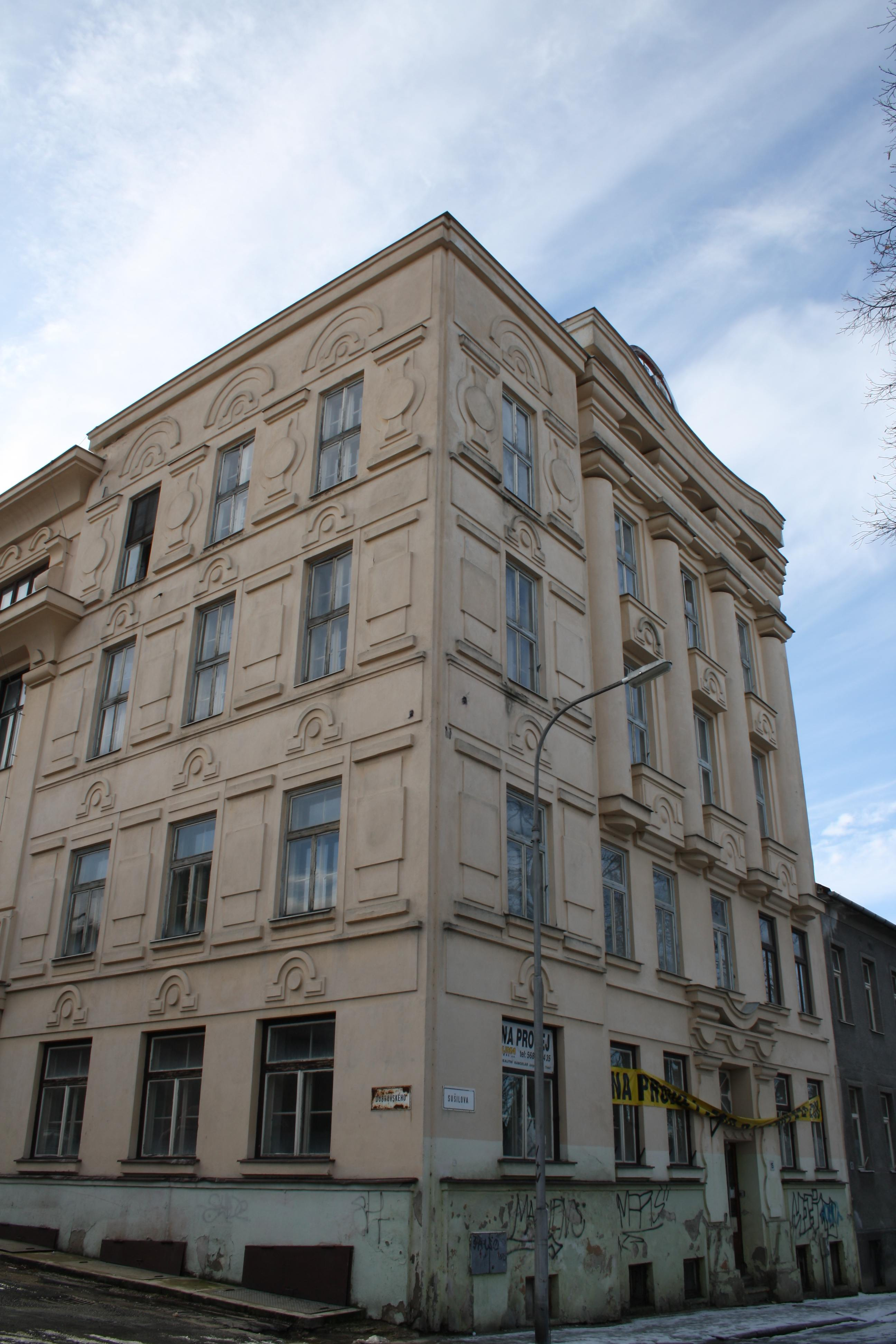
Továrna UP závodů v Třebíči